# Peña Brez
La peña de Brez o Ciquera es un afloramiento calizo de la cordillera Cantábrica, cerca de la localidad cántabra de Cueva (Pesaguero). Se eleva en forma de torreón hasta los 1626 m s. n. m. Su vertiente norte, que desagua en el río Bullón,  está formada por paredes y llambrias de muy difícil acceso. Su cara sur es mucho más asequible. Entre el frondoso hayedo que rodea su base, se abren brañas ganaderas a las que se llega por una pista forestal que alcanza la cota 1550.
En el paraje aledaño conocido como Los Cuéneres, en la vertiente sur, y hacia La Pernía palentina, se encuentra una necrópolis megalítica.